# Pieter Jan Hagens
Pieter Jan Hendrik Hagens (Amersfoort, 14 augustus 1958) is een Nederlands radio- en televisiepresentator en voice-over. Hij was te zien als presentator bij het AVRO-televisieprogramma De Ochtenden en VARA-televisieprogramma Jules Unlimited. Ook was hij een van de vaste AVRO-gezichten bij het programma Netwerk (AVRO, KRO en NCRV). Na een sabbatical in seizoen 2018/2019 pakte hij de presentatie van Eenvandaag en Buitenhof weer op.

## Biografie en carrière
Hagens werkte sinds 1982 voor de VARA als radio- en televisiepresentator en presenteerde onder meer in 1987-1988  de Verrukkelijke 15 en in 1989-1990 Dubbellisjes. In 1995 stapte hij over naar Veronica, waar hij een wekelijks praatprogramma kreeg met de naam Hagens!. Twee jaar later verruilde Hagens Veronica voor de NPS, waar hij na Maartje van Weegen de NPS Cultuurprijs presenteerde. Een jaar later stapte hij over naar de AVRO. Het nuchtere commentaar op de aanslagen van 11 september 2001 van Maarten van Rossem werd aanvankelijk hevig bekritiseerd door de presentatoren van Nova, Kees Driehuis en Hagens.
In augustus 2004 stopte de AVRO met Netwerk om samen met de TROS TweeVandaag te maken. Pieter Jan Hagens verhuisde mee naar TweeVandaag. Daarnaast presenteerde hij vanaf 2002 het biografieprogramma Hoge Bomen. Vanaf september 2006 was hij te horen op Radio 1 met Hagensopdemiddag. Op 29 oktober 2007 volgde hij Karel van de Graaf op als presentator van het televisieprogramma EenVandaag op Nederland 1 en stopte hij met het radioprogramma.
Van 2008 tot en met 2011 presenteerde hij het populaire AVRO-tv-programma Wie is de Mol? Hij nam het stokje over van (wederom) Karel van de Graaf. Na 2011 werd de presentatie overgenomen door Art Rooijakkers, omdat Hagens zich meer op de journalistiek wilde richten.
Sinds 19 september 2010 presenteert hij eens per drie weken Buitenhof. In 2017 presenteerde hij samen met Jort Kelder het programma Ten Strijde! voor AVROTROS.
In het seizoen 2018/2019 had Hagens een sabbatical, waarin hij een zeilreis over de wereld maakte. Medio augustus 2019 heeft hij zijn werkzaamheden voor AVROTROS hervat. Zo deed onder meer voice-overwerk bij het programma Hunted.
In 2021 deed hij mee aan het dirigeerprogramma Maestro. In de vierde aflevering werd hij weggestemd.
In 2025 nam hij afscheid van zijn werkzaamheden voor AVROTROS in verband met zijn pensionering. Op 2 april 2025 presenteerde hij zijn laatste radio-uitzending van EenVandaag op NPO Radio 1 en op 13 april 2025 was zijn laatste presentatiebeurt bij Buitenhof op NPO 2.

## Privéleven
Hagens is de vader van verslaggever en presentator Sam Hagens.